# Bitwa pod Bystrzykiem

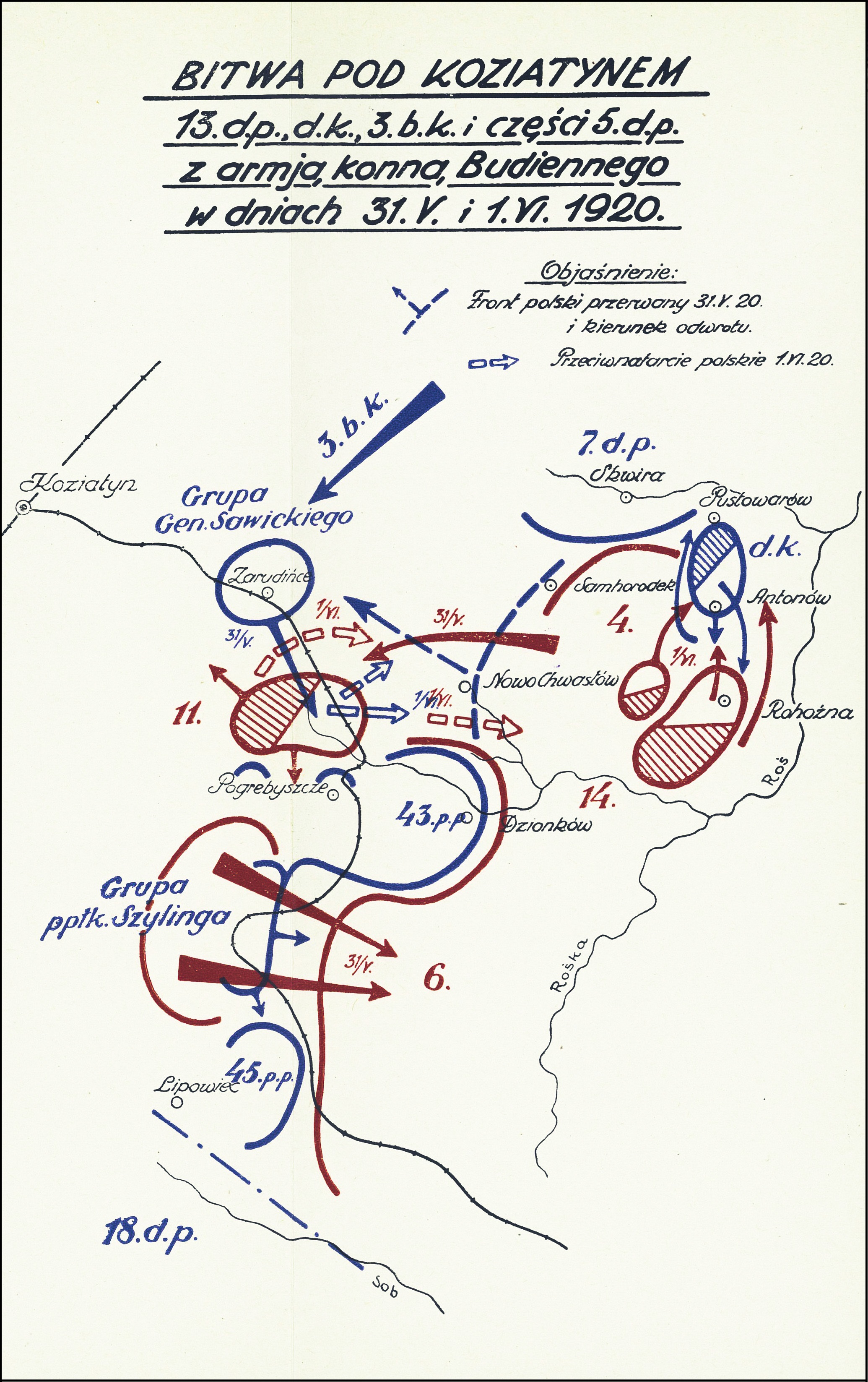
Gen. Tadeusz Kutrzeba
Wyprawa kijowska 1920 roku.

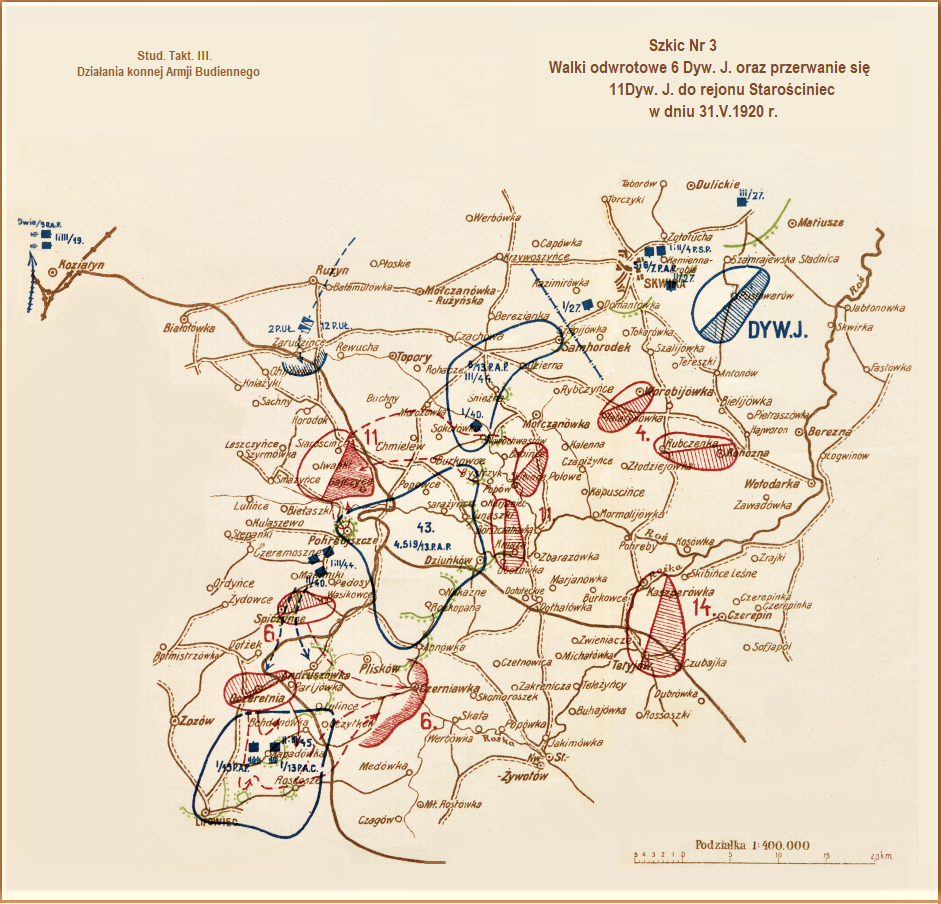
Mieczysław Biernacki,
Działania armji konnej Budiennego...

Bitwa pod Bystrzykiem – bitwa stoczona 31 maja 1920 roku na Ukrainie, w pobliżu wsi Bystrzyk (dzisiejszy Obwód winnicki). Była to część ofensywy  kawalerii Budionnego podczas wojny polsko-bolszewickiej.

## Walki
Ataki rosyjskie rozpoczęły się 26 maja w celu odcięcia polskich 2 Armii i 3 Armii. Oddziałom sowieckiej 11 Dywizji Kawalerii udało się przełamać linię frontu w rejonie wsi Bystrzyk. Rejon ten był broniony tylko przez jedną kompanię piechoty polskiego 50 pułku Strzelców Kresowych. Po krótkiej potyczce oddział polski został pokonany. Kawaleria kozacka nie brała jeńców, wszyscy z 75 polskich żołnierzy zginęli, w tym jeńcy i ranni. Dokładne straty rosyjskie nie są znane. Wkrótce po potyczce dowodzący polską 13 Dywizją Piechoty, gen. Franciszek Paulik, wysłał do walki 40 pułk piechoty aby odciążyć obrońców Bystrzyka, ale działanie to było spóźnione; ponadto pułk nie miał wystarczającej siły ognia, by pokonać oddziały sowieckiej 11 Dywizji Kawalerii. Następnego dnia rosyjska 11 Dywizja Kawalerii przedarła się na drugą stronę frontu i dotarła na odległość około 15 km od tyłów wojsk polskich.
Luka we froncie spowodowała, że polska 13 Dywizja Piechoty została zagrożona okrążeniem. Dowodzący polską 6 Armią gen. Wacław Iwaszkiewicz przystąpił do organizowania kontrataku, grupę uderzeniowa sformował ze wszystkich dostępnych rezerw. Gen. Wacław Iwaszkiewicz dowództwo nad grupą uderzeniową powierzył Jerzemu Sawickiemu. Ostatecznie grupa uderzeniowa składała się z dwóch pułków z 3 Brygady Kawalerii oraz dwóch batalionów piechoty z 19 pułku piechoty i dwóch baterii artylerii. Polski kontratak rozpoczął o godzinie 1:00 w nocy 1 czerwca. Polska grupa uderzeniowa zaskoczyła rosyjską 11 Dywizję Kawalerii we wsi Starościńce. Mimo że siły obu stron były mniej więcej równe, Rosjanie po krótkiej potyczce rozpoczęli odwrót. Po udanym pościgu 11 Dywizja Kawalerii została zmuszona przez polską grupę uderzeniową do powrotu na pozycje sprzed 26 maja.